# Корархеоты
Корархеоты (лат. Korarchaeota) — тип архей.

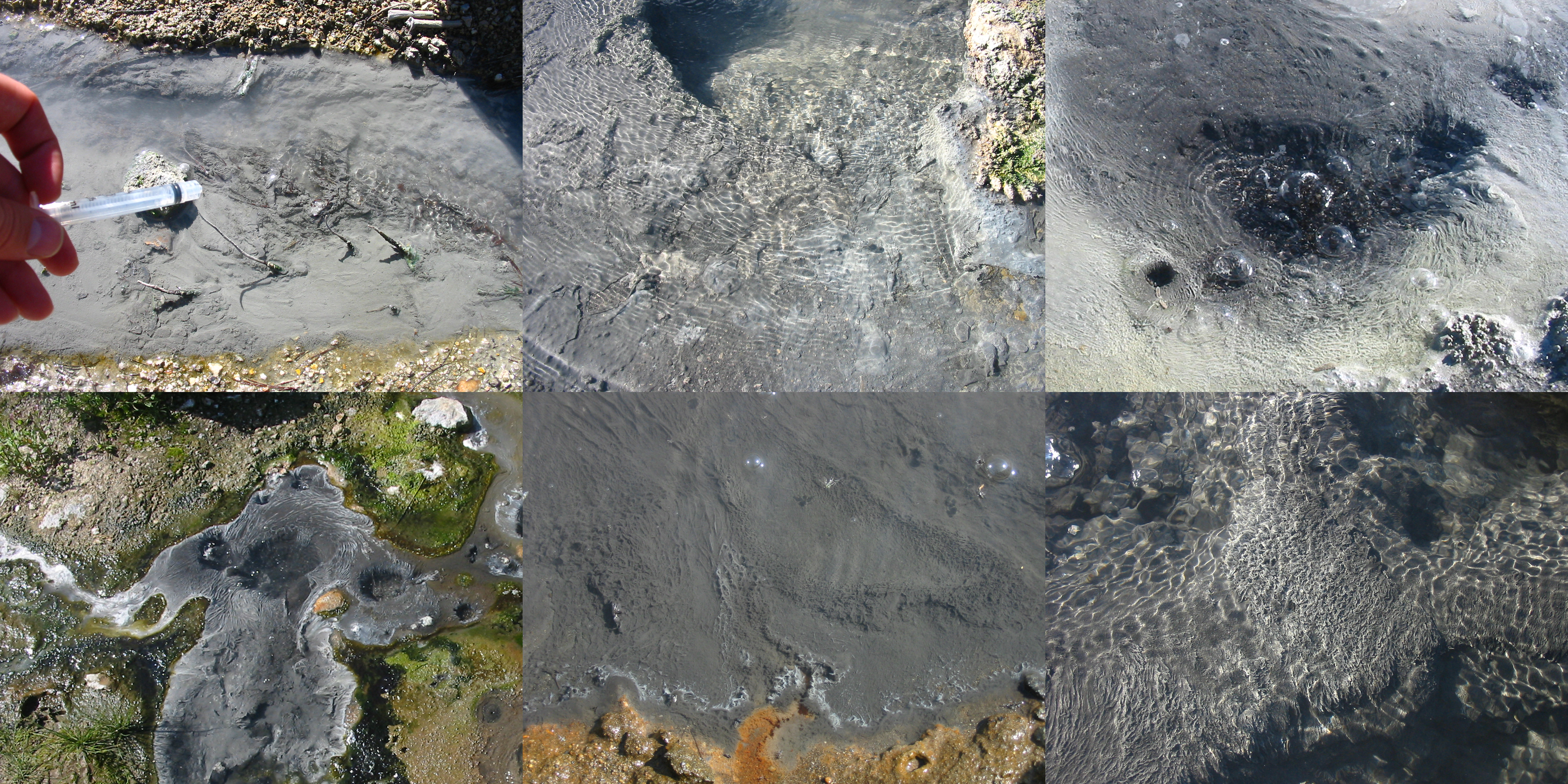
В каждом из этих камчатских горячих источников были обнаружены корархеоты

Анализ последовательности генов их 16s рРНК показал, что корархеоты давно отделились от остальных архей и не принадлежат к их главным группам, кренархеотам (Crenarchaeota) и эвриархеотам (Euryarchaeota). Анализ генома одного из корархеот, выращенного в смешанной культуре, выявил ряд сближающих с кренархеотами и эвриархеотами черт, тем самым подтвердив гипотезу о существовании древнего общего предка этих групп.

## Экология
Корархеоты были найдены только в гидротермальных источниках с высокой температурой. У разных особей имеются различия на разном филогенетическом уровне, связанные с условиями, в которых они обитают: температурой, солёностью воды (пресная или морская) и/или географией места. В природе корархеоты были обнаружены лишь небольших количествах.

## Классификация
На июнь 2017 года в таксон включают всего 1 описанный род и вид, который пока не удалось культивировать в чистой культуре:
- Род Candidatus Korarchaeum Elkins et al. 2008
  - Candidatus Korarchaeum cryptofilum Elkins et al. 2008

В окружающей среде найдено несколько геномов, относящихся к типу, но не к указанным выше роду и виду.